# Daniela Weissová
Daniela Weissová (* 11. srpna 1961 Jablonec nad Nisou) je česká regionální politička, loutkoherečka, zdravotní klaunka a dramaturgyně. Od roku 2018 je zastupitelkou města Turnov a v letech 2020 až 2024 byla zastupitelkou Libereckého kraje.

## Život
Pracovala jako učitelka v mateřské škole, knihovnice, loutkoherečka, herečka v amatérských spolcích (alternativní divadlo Čmukaři) a člen odborné rady ARTAMA pro amatérské loutkářství. Působí jako dramaturg Kulturního centra Turnov. Od roku 2010 pracuje i jako tzv. zdravotní klaun. Žije v Turnově.

## Politické působení
Aktivně se začala zapojovat do polit. dění v listopadu 1989, kdy pořádala setkání občanů a spoluzakládala Občanské fórum v Turnově. Od roku 2014 je členkou Pirátů. Za pirátskou stranu nejprve neúspěšně kandidovala do turnovského zastupitelstva (2014), do zastupitelstva Libereckého kraje (2016), Poslanecké sněmovny (2017) a Senátu (2018). Její kandidatura do městského zastupitelstva v Turnově v roce 2018 už byla úspěšná a svůj mandát turnovské zastupitelky v roce 2022 obhájila. Ve volbách do krajských zastupitelstev v roce 2020 byla taktéž úspěšná a zasedala tedy v libereckém krajském zastupitelstvu.
V krajských volbách v roce 2024 obhajovala jako členka Pirátů post zastupitelky Libereckého kraje, ale neuspěla. Strana získala pouze 3,78 % hlasů a do krajského zastupitelstva se vůbec nedostala.